# Liparetrus flavicornis
Liparetrus flavicornis är en skalbaggsart som beskrevs av Lea 1917. Liparetrus flavicornis ingår i släktet Liparetrus och familjen Melolonthidae. Inga underarter finns listade i Catalogue of Life.